# 辛偉力
辛偉力（Alex San），馬來西亞出生，是香港、馬來西亞及亞洲八十年代至今著名的作曲人、編曲人及演奏家。他曾為多位天王天后作曲及編曲，包括王菲和陳奕迅，編曲成名作是由梁弘志作曲、蘇軾填詞、王菲翻唱的《但願人長久》。雖然在香港的事業如日中天，但他於2004年決定回流馬來西亞，訓練當地新人及樂隊。

## 生平
辛偉力在10歲開始學電子風琴，中學時期就開始在音樂學院裏做電子風琴示範員，80年代末，他大專畢業後，他與幾個朋友組織了一個樂團，出版過一張專輯。當時辛偉力是團長兼鍵盤手，還曾演唱漢城奧運會的國語版主題曲（心手相連）。後來團員因為想法不同而離開。然而辛偉力卻加入了另外一個當時有名的組合Freedom。一直到有關組合90年代初解散後，辛偉力決定到香港去發展，並於香港最大音樂公司寶麗金內工作。
辛偉力第一首以正名編曲的作品，是梁漢文的《不願一個人》。他之前雖然也在做編曲的工作，但是都是以助理的身份編曲。1994年，辛偉力被邀為王菲的專輯裏編曲，並包辦專輯內三首作品，這一次的合作，讓王菲對辛偉力的作品充滿信心。往後的專輯裡，王菲再次邀請辛偉力為她編曲，包括翻唱鄧麗君歌曲的專輯“菲靡靡之音”，如何對令歌曲不乏原本的感情又要加入現代原素，對他來說的確有難度，但他最後都成功了，而且是非常成功。辛偉力在這張專輯中，為13首歌曲中的7首歌編曲，當中包括由梁弘志作曲，蘇軾填詞，紅極一時的《但願人長久》及《南海姑娘》。除此之外，王菲也選唱了辛偉力作曲的經典的K歌，就是《我也不想這樣》。
1996年，他憑藉周潤發主演的《和平飯店》的主題曲《完全因你》，獲香港電影金像獎最佳電影主題曲獎。雖然在香港的音樂事業一路長紅，但辛偉力卻在2004年決定回流大馬，回大馬後積極裁培及發掘新人，一手打造的男子組合滿江浤，早前在AIM（第16屆馬來西亞音樂工業獎》以《滿江紅》獲得最佳中文歌曲。而香港的製作人亦向辛偉力邀請他作曲，例如陳奕迅於2007年的新歌《裙下之臣》的作曲。
2009年，辛偉力製作的馬頭琴演奏專輯《800擊》入圍第20屆台灣金曲獎“傳統暨藝術音樂類”最佳跨界音樂專輯獎及最佳編曲人獎，他更是首位入圍此獎項的大馬音樂人。

## 音樂作品列表

### 1993年
|                             |                             |
| - 馬浚偉 - 從前的情人（編） | - 黃凱芹 - 一切說清楚（編） |

### 1994年
| | |
| - 王 菲 - 蜜月期（曲、編） - 王 菲 - 我怕（曲、編） - 甘子暉 - Ophelia（編） - 江希文 - 七日七夜（曲、編） - 李國祥 - 無名字的妳（編） - 韋綺姍 - 我瘋我痴（曲、編） - 孫耀威 - Lonely Girl（編） - 孫耀威 - 仍然喜歡你（編） - 袁潔瑩 - 不捨得你等（曲、編） - 袁潔瑩 - 別說我心碎（編） - 袁潔瑩 - 一切怕回頭（曲、編） - 馬浚偉 - 那個年頭（曲、編） | - 馬浚偉 - 不知這是愛（編） - 梁朝偉 - 沒結果偏遇上（編） - 梁朝偉 - 旁觀者的故事（編） - 梁漢文 - 不願一個人（編） - 彭 羚 - 不許眼兒再下雨（編） - 彭 羚 - 仍然是最愛你（編） - 楊采妮 - 但願你明白（曲、編） - 楊采妮 - 梁祝（編） - 楊采妮 - 原來是您（編） - 鄭秀文 - 娃娃看天下（Unplugged）（編） - 鄭秀文 - 為我著想（編） - 黎 姿 - 多情一點（曲、編） |

### 1995年
| | |
| - 王 菲 - 或者（曲、編） - 王 菲 - 但願人長久（編） - 王 菲 - 君心我心（編） - 王 菲 - 南海姑娘（編） - 王 菲 - 假如我是真的（編） - 王 菲 - 黃昏裡（編） - 王 菲 - 奈何（編） - 王 菲 - 原鄉情濃（編） - 伍詠薇 - 不如笑笑算了吧（曲） - 伍詠薇 - 不想愛失去（曲、編） - 呂 方 - 爭取時間（曲） - 呂 方 - 我不哭（曲） - 呂 方 - 蒙塵情歌（曲） - 李國祥 - 躲不開這結果（曲、編） - 李國祥 - 莫名愛上你（編） - 杜德偉 - 下世紀的戀人（曲、編） - 林子祥 - 十八變（編） - 邱穎欣 - 再渡艷陽天（編） - 風火海 - 霹靂啪嘞踢踢踢（曲、編） - 風火海 - 我愛你（編） - 孫耀威 - 月老（曲、編） | - 孫耀威 - 留住夏季的風（編） - 孫耀威 - 戀一個愛（粵）（曲、編） - 孫耀威 - 戀一個愛（國）（曲、編） - 康 賢 - 今夜遠方（編） - 陳浩民 - 相識太遲（曲、編） - 陳建穎 - 你給我自信（更有自信版）（曲、編） - 陳建穎 - 你給我自信（曲、編） - 陳建穎 - 死黨（真心真意版）（曲、編） - 陳建穎 - 死黨（曲、編） - 彭 羚 - 只想得到愛（曲） - 彭 羚 - 完全因你（曲、編） - 楊采妮 - 笑著流淚（曲） - 劉德華 - 夢裡夢（曲、編） - 潘美辰 - 原諒我改變（曲） - 潘美辰 - 理智一點（曲） - 鄭伊健 - 願世界和平（曲、編） - 黎瑞恩 - 迷濛下雨天（編） - 譚詠麟 - 還我真情（編） - 譚詠麟 - 還我真情（忘情版）（編） - 譚詠麟、關淑怡 - 真實的謊話（編） |

### 1996年
| | |
| - 王馨平 - 醉如夢（編） - 王馨平 - 往事（編） - 吳倩蓮 - 三個星期（編） - 李克勤 - 好戲之人（編） - 李克勤 - 將錯就錯（曲、編） - 李克勤 - 尋最（編） - 林子祥 - 活色生香(96年版)（編） - 邰正宵 - 發掘話題（曲、編） - 邰正宵 - 所以 (編） - 馬浚偉 - 別無所求（編） - 馬浚偉 - 越愛越累（編） - 張信哲 - Missing（編） - 郭富城 - 極度哀艷的晚上（記風雲一夜）（曲、編） | - 陳建穎 - 死黨（Boxing Mixing）（曲、編） - 陳建穎 - 你有幾多情（編） - 陳建穎 - 美麗的錯誤（編） - 彭 羚 - 感謝你用心愛我（曲、編） - 楊千嬅 - 狼來了（Band Version）（編） - 劉雅麗 - 最真（曲、編） - 劉德華 - 潮水（編） - 鄭伊健 - 情路狂奔（編） - 鄭伊健 - 怕甚麼（曲、編） - 鄭伊健 - 怕甚麼（甚麼也不怕Remix）（曲、編） - 鍾漢良 - 告訴我要怎樣愛（編） |

### 1997年
| | |
| - 王 菲 - 守時（編） - 王 菲 - 我也不想這樣（曲、編） - 王馨平 - 男人都這麼樣（曲、編） - 王馨平 - 男人都這麼樣（小女人Remix）（曲、編） - 王馨平 - 髮邊的一句說話（曲、編） - 呂 方 - 突然開心（監） - 呂 方 - 傳聞（編、監） - 呂 方 - 鏡（曲、編、監） - 呂 方 - 不想再有感覺（監） - 呂 方 - 一次幸福的機會（編） - 呂 方 - 思維組織（曲、編、監） - 沈 魚 - 你累不累（曲、編） - 車婉婉 - 半分鐘前（曲、編） | - 車婉婉 - 全心投入（曲、編） - 紀炎炎 - 熄燈（曲、編、監） - 紀炎炎 - 夫妻的朋友（編、監） - 胡諾言 - 錯誤引導（編、監） - 馬浚偉 - 蜜糖（曲、編、監） - 馬浚偉 - 不應該發生（曲、編、監） - 馬浚偉 - 願望用一生愛你（編） - 馬浚偉 - 有緣無份（編） - 郭子言 - 非行為（曲、編） - 鄭秀文 - 為何又是這樣錯（編） - 黎 明 - 你讓我忘（編） - 羅敏莊 - 一顆恨嫁的心（曲、編） - 羅敏莊 - 停電（曲、編） |

### 1998年
| | |
| - 王 菲 - 紅豆（編） - 王 菲 - 原諒自己（編） - 王 菲 - 償還（編） - 馬浚偉 - 仙履奇緣（曲、編、監） - 馬浚偉 - 錯在不會錯（監） - 馬浚偉 - 緊緊的擁抱你（編、監） - 馬浚偉 - 愛人緣（監） - 馬浚偉 - 你是我的日與夜（編、監） - 馬浚偉 - 6:13p.m. 雷暴（監） | - 馬浚偉 - 壞腦光年（編、監） - 馬浚偉 - 片尾曲（編、監） - 馬浚偉 - 曾經幾許（曲、編、監） - 馬浚偉 - Miss You Finally（監） - 馬浚偉、葉麗儀 - 不再悲哀的日期（曲、編、監） - 陳建穎 - 原來自己都可以快樂（曲、編、監） - 譚耀文 - 生命中不能言喻的愛（編、監） - 譚耀文 - 多一個少一個（曲、編、監） |

### 1999年
| | |
| - 馬浚偉 - 玫瑰和家明（曲、編、監） - 馬浚偉 - 早安晚安（曲、編、監） - 馬浚偉 - 靈感（曲、編、監） - 馬浚偉 - 傻（編、監） - 馬浚偉 - 去去（監） - 馬浚偉 - 愛我到下一個世紀（監） - 馬浚偉 - 忘不掉（男人的苦惱）（編、監） - 馬浚偉 - (再)請你留步（A/XMIX）（編、監） - 馬浚偉 - 茉莉（曲、編、監） - 鄭少秋 - 香港料理（編、監，與 C.Y. Kong 合作作曲） - 張栢芝 - 一直掛念（編、監） - 張栢芝 - 目的地（曲、編、監） - 張栢芝 - 不用多說（編、監） - 張栢芝 - 亂了感覺（編、監） | - 張國榮 - 小明星（編） - 張國榮 - 你是明星（編） - 梁漢文 - 星情呼應（曲） - 楊千嬅 - 仲夏夜之夢（編） - 鄭少秋 - 香港料理（曲、監） - 鄭少秋 - 不是我的錯（曲、編、監） - 鄭少秋 - 奇蹟（曲、編、監） - 汪明荃 - (濃情)朱古力（監） - 汪明荃 - 貓貓（監） - 鄭少秋/汪明荃 - 友情樂章（曲、編、監） |

### 2000年
|                                                               |                           |
| - 林依輪 - 巴黎來的明信片（曲） - 陳曉東 - 冰箱（曲、編、監） | - 譚詠麟 - 過活（編、監） |

### 2001年
| | |
| - 李克勤 - 月光玫瑰（曲） - 李克勤 - 幸福?身旁!（曲、編、監） - 張燊悅 - 衣不稱身（編、監） - 陳曉東 - 床單（曲） | - 黃伊汶 - 戀愛拼圖（編、監） - 譚詠麟 - 暴風女神Lorelei（Perfecto-lily Mix）（編） - 鍾 汶 - 刺蝟（辛偉力、金培達編） - 鍾 汶 - 賠償（辛偉力、金培達編） |

### 2002年
|                                         |  |
| - 張燊悅 - 你的美少女戰士（曲、編、監） |  |

### 2003年
|                                                       |                                                                                         |
| - 2R - 我倆個（編、監） - 郭纹霓 - 習慣（曲、編、監） | - 譚詠麟 - 難得糊塗（獨唱版）（編、監） - 譚詠麟、黃凱芹 - 難得糊塗（合唱版）（編、監） |

### 2006年
|                               |                               |
| - 陳奕迅 - 裙下之臣（曲、編） | - 陳紀匡 - 記得（曲、編、監） |

### 2007年
|                       |  |
| - 陳奕迅 - 煙味（曲） |  |

### 2008年
|                                                                                                |                                               |
| - 諾恩吉雅 - 八百擊（編） - 滿江浤 - Happy Valentine（曲） - 滿江浤 - Love Is All Around（曲） | - 滿江浤 - 中毒（曲） - 滿江浤 - 滿江紅（曲） |

### 2009年
|                                        |  |
| - Ai FM 电台DJ+滿江浤 - 回家过年（曲） |  |

### 2013年
|                             |  |
| - 葉俊亨 - 摩斯與柯南（曲） |  |